# 马尔科·阿尔皮诺
马尔科·阿尔皮诺（義大利語：Marco Arpino，1966年9月11日—），意大利前男子击剑运动员。他曾代表意大利参加1992年和1996年夏季奥林匹克运动会击剑比赛，最好名次是1992年奥运会男子团体花剑的第六名。